# 타잔과 친구
타잔과 친구(Tarzan And His Mate)는 미국에서 제작된 잭 콘웨이 감독의 1934년 액션, 모험 영화이다. 조니 와이즈뮬러 등이 주연으로 출연하였고 버나드 H. 하이만 등이 제작에 참여하였다.
2003년, 미국 국회도서관은 이 영화를 미국 국립영화등기부의 보존물로 선정하였다.

## 출연

### 주연
- 조니 와이즈뮬러
- 모린 오설리반

### 조연
- 닐 해밀턴
- 폴 카바나흐
- 포레스터 하비

## 제작진
- 원조: 에드거 라이스 버로스
- 미술: A. 아놀드 질레스피